# Kodi (Unternehmen)
Die Kodi Diskontläden GmbH (Eigenschreibweise: KODi) ist ein deutsches Einzelhandels-Unternehmen mit Sitz in Oberhausen.
Kodi betreibt rund 245 Standorte in Deutschland (davon einen Großteil in Nordrhein-Westfalen). Als Nahversorger des täglichen Bedarfs befinden sich die Filialen überwiegend in Stadtteillagen von Großstädten sowie in mittleren und kleinen Innenstädten.

## Geschichte
Kodi wurde 1981 von der SPAR Lebensmittelgroßhandlung Karl Koch & Sohn aus Langenfeld gegründet. Im Jahr 1982 wurde die erste Filiale in Düsseldorf-Rath eröffnet. Mitte der 1980er Jahre ging das Unternehmen Karl Koch & Sohn in die SPAR Handels-AG über. Kodi wurde zum 1. Januar 2002 an die Meridian Immobilien- und Verwaltungs GmbH in Leipzig verkauft.
Am 28. November 2024 beantragte Kodi die Einleitung eines Schutzschirmverfahrens. Im März 2025 teilte Kodi mit, 80 von 230 Filialen zu schließen und 520 von noch 1720 Mitarbeitern zu entlassen. Ein Konsortium um den Kodi-Gesellschafter Richard Nölle habe sich darauf verständigt, 150 Filialen und etwa 1200 Beschäftigte zu übernehmen.

## Produkte
Das Kodi-Sortiment umfasst dauerhaft ca. 2700 Artikel – insbesondere des täglichen Bedarfs, z. B. aus den Bereichen Drogerie, Haushalt, Putzen und Reinigen, Desinfektion, Küche, Schreibwaren, Bücher, Taschenbücher sowie Lebensmittel und Getränke. Kodi führt sowohl Herstellermarken als auch Eigenmarken.